# Río Abasha
El río Abasha(en idioma georgiano: აბაშა, en idioma megreliano: აბაშა), también conocido como Abashistskali ( en georgiano:აბაშისწყალი) o Abashatskari (en megreliano: აბაშაწყარი) es un río en el oeste de Georgia, que se extiende por 66 kilómetros (41 millas) en los municipios de Martvili y Abasha, por la Región de Samegrelo-Zemo Svaneti, esta región incluye la costa este del mar Negro y por el norte la cordillera del Cáucaso. El área de influencia del río Abasha es de 370 kilómetros cuadrados (140 millas cuadradas).

## Geografía
El río Abasha comienza en la confluencia de los arroyos de montaña Rachkhitskali y Toba, cerca de la aldea de Baldi, a 325 metros (1.066 pies) sobre el nivel del mar, y se encuentra con el río Tekhuri como su afluente izquierdo.
El Abasha forma un estrecho cañón cerca de la aldea de Gachedili (Gochkadili), donde se construyó la central hidroeléctrica de Abasha en 1928. En julio de 2010, la expedición de la Universidad Estatal de Ilia descubrió huellas de los dinosaurios herbívoros, así como de amonites, braquiópodos y erizos de mar que datan del Cretácico superior (100.5-65.5 Ma). En octubre de 2010, el cañón de Gachedili fue convertido en área protegida por el gobierno de Georgia.

## Etimología e historia
La legendaria etimología del hidrónimo «Abasha» se encuentra en la Historia del Rey Vakhtang Gorgasali, parte de las Crónicas georgianas del siglo XI, que, relatando la historia de la invasión árabe del año 735, afirma que el río inundado afligió al contingente «abash» del ejército invasor, siendo posteriormente bautizado con el nombre de Abasha en honor a este hecho. Los eruditos modernos ven el hidrónimo como un compuesto del nombre masculino Aba y el sufijo adjetivo -shi o, alternativamente, la palabra persa, ab (آب, «agua») más el diminutivo -cha.
El Abasha atravesó uno de los principales distritos de la histórica Georgia occidental. El importante establecimiento del monasterio medieval Martvili estaba situado en el valle de Abasha. En los siglos XVIII y XIX, un distrito del sureste del Principado de Mingrelia se llamaba a veces Abasha después del río.